# Kostjukovius platycephalae
Kostjukovius platycephalae är en stekelart som först beskrevs av Kostjukov 1978.  Kostjukovius platycephalae ingår i släktet Kostjukovius och familjen finglanssteklar. Inga underarter finns listade i Catalogue of Life.